# Lindsay (California)
Lindsay, fundada en 1910, es una ciudad ubicada en el condado de Tulare en el estado estadounidense de California. En el año 2000 tenía una población de 10,297 habitantes y una densidad poblacional de 1,634.4 personas por km².

## Geografía
Lindsay se encuentra ubicada en las coordenadas 36°12′26″N 119°5′20″O / 36.20722, -119.08889. Según la Oficina del Censo, la ciudad tiene un área total de 6,3 km² (2,4 mi²), de la cual 6,3 km² (2,4 mi²) es tierra y 0 km² (0 mi²) (0%) es agua.

## Demografía
Según la Oficina del Censo en 2000 los ingresos medios por hogar en la localidad eran de $24,305, y los ingresos medios por familia eran $24,934. Los hombres tenían unos ingresos medios de $23,645 frente a los $18,992 para las mujeres. La renta per cápita para la localidad era de $8,230. Alrededor del 39.9% de la población estaban por debajo del umbral de pobreza.